# Бильбасов, Пётр Алексеевич
Пётр Алексеевич Бильбасов (1834—1910) — российский государственный деятель, тайный советник; старший брат историка В. А. Бильбасова и юриста Константина Алексеевича Бильбасова.

## Биография
Родился в 1834 году в Полтаве в небогатой семье мелкопоместного дворянского рода Бильбасовых. В 1841 г. переехал с родителями из Полтавы в Санкт-Петербург. Учился во 2-й Петербургской гимназии. В 1857 г. поступил в Петербургский университет. В 1857 году окончил Императорский Санкт-Петербургский университет со степенью кандидата, что давало право на чин коллежского секретаря. Поступил на службу канцелярским чиновником Санкт-Петербургского губернского правления. Уже в следующем году, с 20 октября 1858 год он стал старшим помощником столоначальника в хозяйственном департаменте министерства внутренних дел; с 23 ноября 1861 года он стал исполнять должность столоначальника (с чином титулярного советника), а 17 марта 1862 года утверждён в должности.
Случившийся 28 мая 1862 года в здании министерства внутренних дел сильный пожар, способствовал продвижению Бильбасова по службе. Он активно участвовал в спасении документов из горевшего здания, а после пожара разобрал и систематизировал спасённые деловые бумаги и документы. За деятельное участие по спасению документов из горящего здания он получил «особенную» и «искреннюю благодарность» министра внутренних дел П. А. Валуева. Уже 20 марта 1863 года Бильбасов был назначен старшим помощником производителя дел земского отдела министерства внутренних дел и получил 170 рублей премии; в августе 1864 года произведён в надворные советники и назначен производителем дел. Работа Бильбасова в земском отделе была отмечена несколькими знаками отличия.
С 24 августа 1868 года по 23 января 1869 года Бильбасов входил в особую Комиссию для пересмотра действовавшего законодательства по переселению крестьян. За эту работу ему был вручён знак отличия за поземельное устройство государственных крестьян.
В марте 1868 года министра внутренних дел П. А. Валуева сменил А. Е. Тимашев и для Бильбасова наступил период службы в российской провинции. Сначала он был назначен — с 29 января 1869 года — Волынским вице-губернатором. На этой должности он был произведён в 1870 году в статские советники, а 16 апреля 1872 года — в действительные статские советники. Вскоре, в марте 1873 года, он на крайне выгодных условиях (11 тыс. руб. за 917,5 десятин) купил имение во Владимиро—Волынском уезде Волынской губернии.
С 19 апреля 1874 года Бильбасов был переведён на ту же должность в Самарскую губернию. Это было время конфликта между самарским губернатором Ф. Д. Климовым и губернским земством. В этой борьбе Бильбасов, стараясь сохранить нейтралитет, пытался примирить их между собой, но конфликт не затухал, и министр внутренних дел Тимашев был вынужден снять Климова с поста губернатора, назначив на его место с 19 мая 1875 года Бильбасова.
В 1876 году совместно с Алабиным Бильбасов организовал первый в истории Самары юбилей — её двадцатипятилетие, как центра губернии. Праздник был организован в Курзале Струковского сада, был фейерверк, народные гуляния и фуршет от купечества.
На период губернаторства Бильбасова в Самарской губернии пришёлся также пик народнического движения. Благодаря мерам, предпринятым губернатором, деятельность народников была локализована и пресечена. Также Бильбасов содействовал отправке Самарского знамени болгарским ополченцам и организации участия самарцев в Русско-турецкой войне 1877—1878 гг.. В 1875 году Самара была присоединена к железнодорожной системе России и в 1877 году при содействии Бильбасова был построен пассажирский вокзал. 
В Самаре именем Бильбасова была названа стипендия в мужской классической гимназии.
С 12 октября 1878 года П. А. Бильбасов занимал должность Полтавского губернатора. Вышел в отставку с чином тайного советника — 11 августа 1883 года. После его отставки, 19 января 1884 года была учреждена стипендия его имени в Полтавской Мариинской женской гимназии.
П. А. Бильбасов был награждён орденами: Св. Анны 1-й ст. (1879), Св. Станислава 1-й ст.(1877), Св. Владимира 3-й ст. (1875).
Умер в 1910 году в своём имении в Волынской губернии.